# London tömegközlekedése
London közlekedését, beleértve a metró, a DLR, az Overground, a buszok és villamosok üzemeltetését, a folyami hajózás, a taxik, az utak és kerékpárutak felügyeletét – a közvetlenül a Nagy-Londoni Polgármesteri Hivatalnak (Mayor of London) alárendelt – Transport for London (TfL) vállalat irányítja.
A tömegközlekedés a világ egyik legkorszerűbb fizetési rendszerét, az Oyster névvel jelölt chipkártyás rendszert használja, habár még léteznek hagyományos papíralapú jegyek is. A viteldíjak világviszonylatban elég magasak, de még mindig a leggazdaságosabb közlekedési mód a város belső területein.
A metró kora hajnaltól éjfél utánig jár, a buszok nagy része szintén, de számos vonalon vannak éjszakai buszok is.
A TfL az olimpiai játékok előkészületei kapcsán mintegy 7 milliárd fontot (kb. 2600 milliárd Ft-ot) költött a tömegközlekedés fejlesztésére. Habár a olimpia jelentős katalizátora volt a fejlesztésnek, azok nagy része amúgy is szükségszerű volt, tekintve hogy a közlekedés, főként a metró gyakran zsúfolt és megbízhatatlan, a felszíni közlekedést pedig dugók lassítják.

## Metró

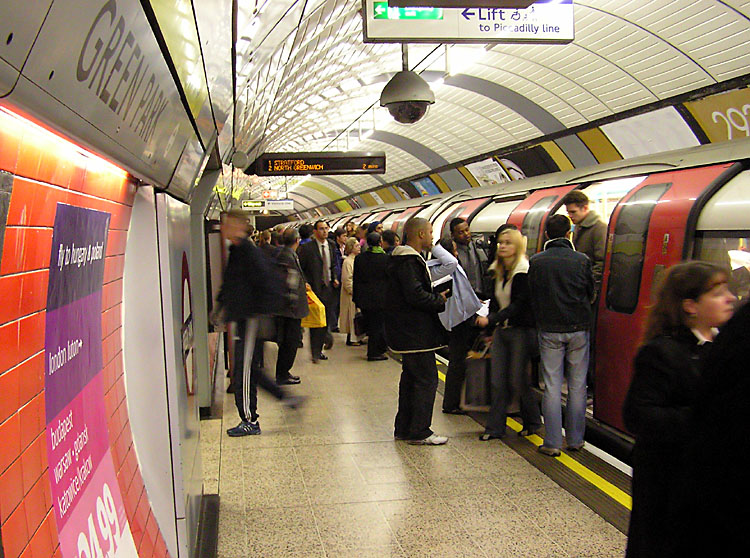
Londoni metróállomás (Green Park)

Londonban volt a világ első földalatti vasútja, a város legfontosabb és leghatékonyabb közlekedési eszköze az Underground, népszerűbb nevén The Tube („A cső”). A londoni földalatti vasúti közlekedési vállalat (London Underground Ltd.) 11 vonalon, 402 km-es pályán üzemeltet helyi járatokat, amelyből kb. 167 km van a föld alatt. A rendszerben 270 állomás van, csúcsidőben 543 vonat közlekedik. Naponta mintegy 4,8 millió utas használja.
A vonalakat egyedi névvel és jellegzetes színnel jelölik. A hálózatot kilenc zónára osztották, az 1-es zóna London központja, innen kifelé emelkednek a számok. A viteldíjakat az érintett zónák alapján számítják, ha valaki nem Oyster-t használ, akkor előre meg kell vennie a jegyet a teljes tervezett távra. Az átszálláskor nem kell új jegyet érvényesíteni, csak a be- és a kiszállás helye (zónája) számít a jegy áránál. Hétköznap reggel 9.30-ig és 16.00-19.00 között általában drágábbak a jegyek, mint napközben vagy hétvégén.

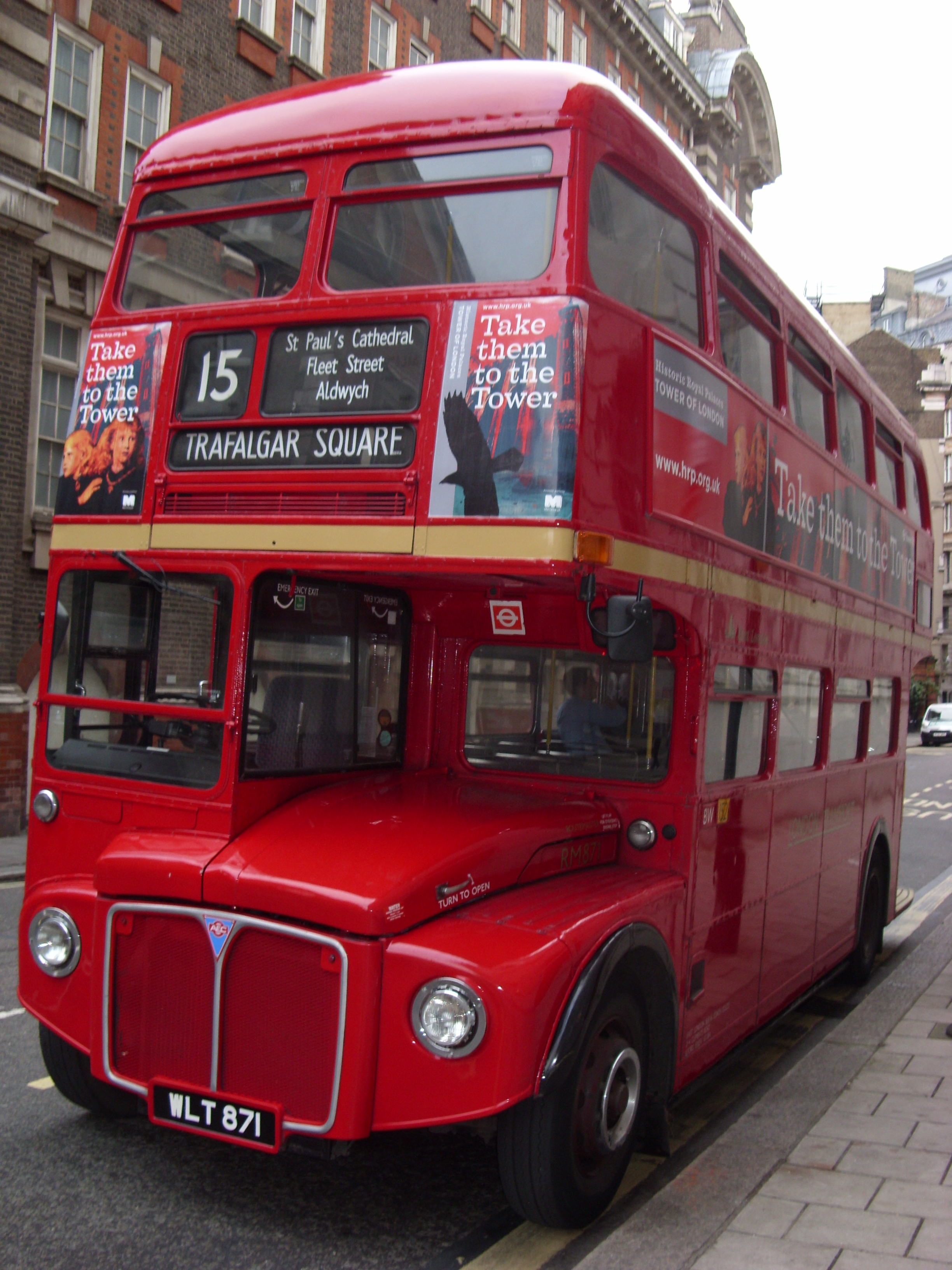
Egy Routemaster pihenőidőben

Londonba látogatók figyelmébe ajánljuk, hogy a londoniak nem ismerik a „metró” vagy subway elnevezést, ha valaki ezekhez kér útbaigazítást, akkor vélhetően újságoshoz vagy egy szendvics-gyorsétteremhez irányítják. A The Tube felől kell érdeklődni.

## Busz
A londoni piros emeletes buszok a városkép elengedhetetlen részei, azokról a világ minden táján Londonra asszociálnak. A mintegy 500 vonalat a TfL-lel szerződésben álló magántársaságok üzemeltetik, számos előírás köti őket az egységes szolgáltatás érdekében, például előírás, hogy pirosnak kell lennie a buszoknak valamint azonos díjszabási és utaskezelési feltételeket kell kínálniuk.
A klasszikus, hátsó peronos Routemasterek az 50-es évektől jártak, a menetrend szerinti forgalomból 2005 végén vonták ki őket, már csak két „történelmi útvonalon”, a 15-ös egy szakaszán (Tower Hill-Trafalgar Sq.) és a 9-es vonalán a Royal Albert Hall és Aldwych közt, napközben közlekednek, elsősorban a turisták kedvéért. A váltást egyébként sokfelől nagy ellenkezés fogadta, a helyettük beállított egyszintes, modern csuklós buszokat nem csak a hagyományok miatt nem fogadták örömmel, hanem mert sokkal kevesebb rajtuk az ülőhely. Igaz viszont, hogy környezetkímélőbbek és kerekesszékkel vagy babakocsival is használhatóak, valamint nem igényelnek külön kalauzt.
Számos vonal a nap 24 órájában közlekedik, illetve vannak csak éjszaka üzemelő vonalak is, ezek N jelzést viselnek a szám előtt. A viteldíj 2001 óta éjjel-nappal egységes, előtte az éjszakai járatok drágábbak voltak.

## Villamos

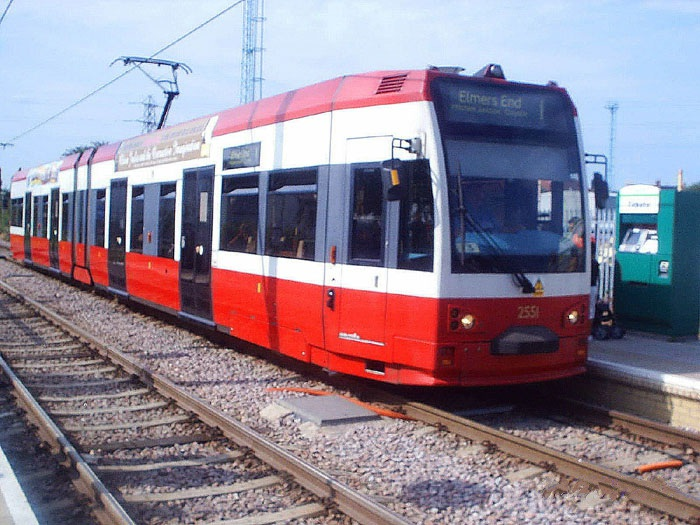
Villamos Elmers End állomás felé az 1-es vonalon.

A londoni villamoshálózat (Tramlink) a város déli, metróvonalakkal kevésbé rendelkező területeit szolgálja ki. Főként Croydon városrészt hálózza be, ezért Croydon Tramlinknek is nevezik. A First London üzemelteti a TfL-el szerződésben. A villamoshálózat 2000 májusában kezdte meg működését, 39 állomást szolgál ki, négy útvonalon, amelyeken a Bombardier cég által gyártott CR-4000 típusú szerelvények futnak. Az úthálózat 28 km hosszú, számos helyen csatlakozási ponttal a National Rail vonalaira, illetve Wimbledon állomásnál a metróhálózatra (District line) is.

## DLR

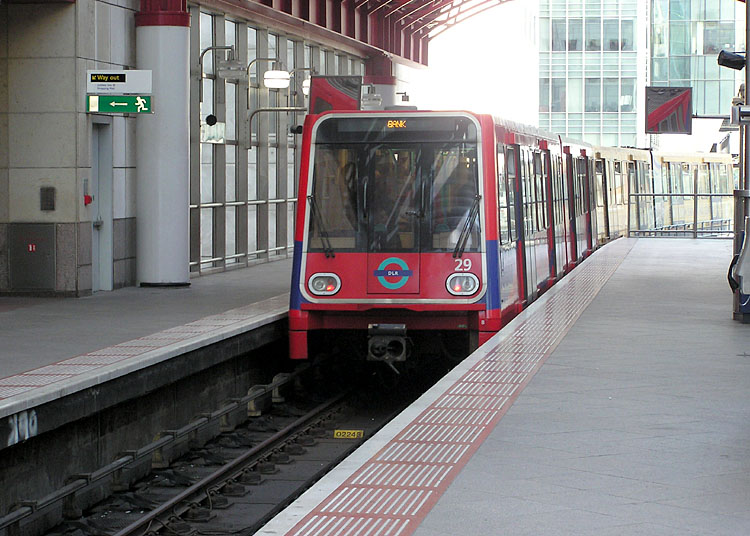
A DLR egy szerelvénye a Canary Wharf-nál.

A Docklands Light Railway vagy röviden DLR Kelet-Londonban közlekedő korszerű városi vasút, többnyire magasvasútként, több méterrel a felszín felett halad, csak egyik nyugati végállomásánál, a Bank állomásnál és a Temze alatti alagútban vezet a pálya a föld alá. A DLR független a metrótól, bár szerepel annak általánosan elterjedt térképén és a megfelelő zónákra érvényes jegyek érvényesek rajta is.
Az 1980-as években megindult kelet-londoni fejlesztések során kezdték építeni, a forgalom 1987-ben indult meg. Jelenleg is bővítik, legújabb szakaszát 2005 végén adták át, négy új megállója révén többek között immár a London City Airport-hoz is vezet gyorsvasúti összeköttetés. Jelenleg összesen 31 km-nyi pályán, öt vonalon járnak vonatok. A különböző vonalakat nem jelölik külön színnel, számmal vagy névvel, mindössze a cél végállomás nevét írják ki.
A DLR különlegessége, hogy a kocsikban nincs vezető, azokat egy központi irányító rendszer vezérli. Azonban minden vonaton utazik egy kalauz (asszisztens), aki az ajtók záródását kontrollálja, szükség esetén tájékoztatja az utasokat, felügyeli a vonat rendjét és ellenőrzheti a jegyeket. A vezérlőrendszer esetleges meghibásodása esetén ők át tudják venni a kocsik irányítását is.

## Overground

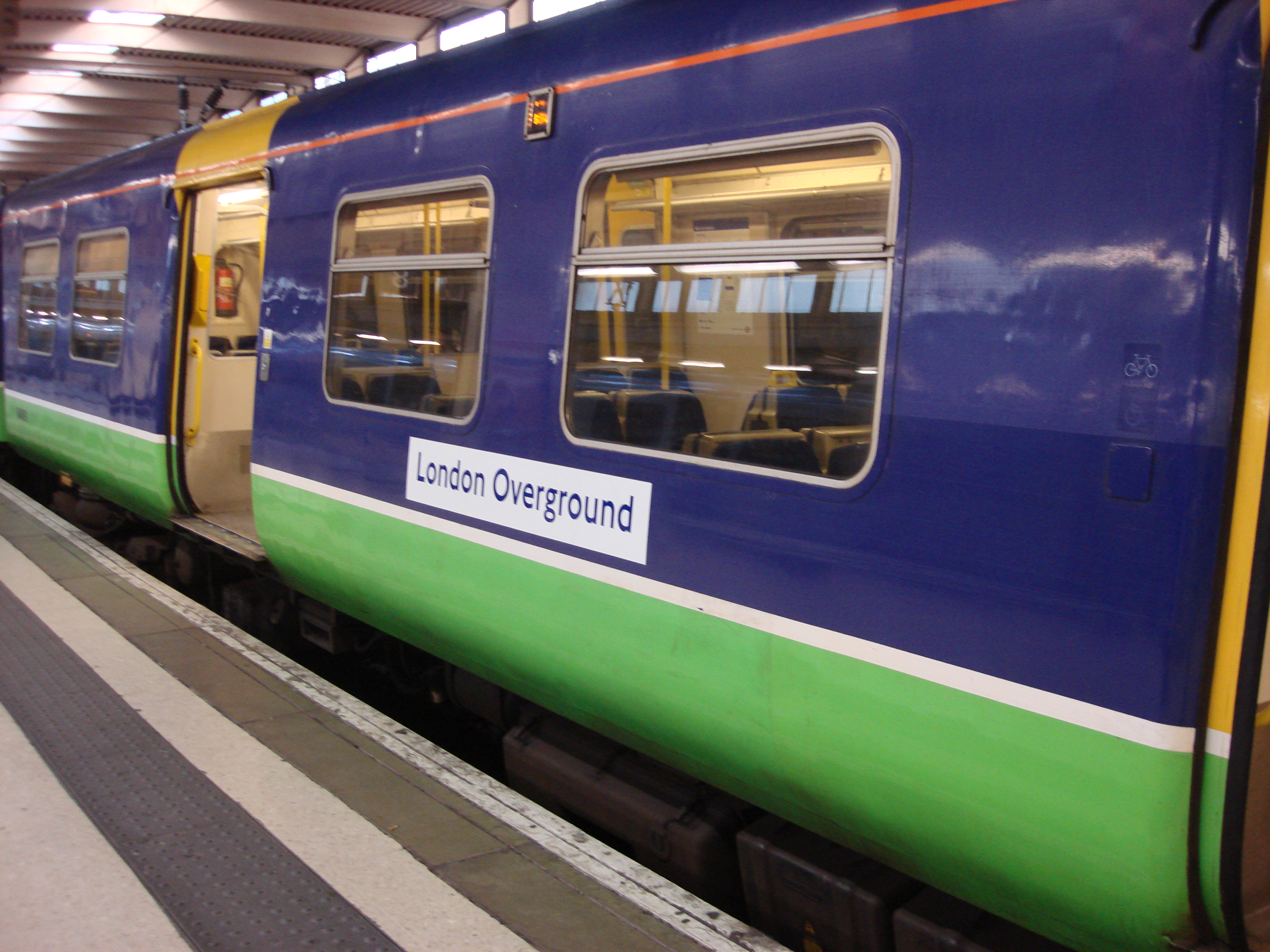
Overground szerelvény

A londoni Overground a Tfl-el szerződésben lévő London Overground Rail Operations Ltd. (LOROL) által üzemeltetett vasúthálózat, amely 86 km-es pályán, négy vonalon, 55 állomást szolgál ki. A jelenlegi hálózat átszállási kapcsolatot kínál a DLR-ra és a metróvonalakra (Bakerloo, Central, District, Hammersmith & City, Jubilee, Northern és Victoria) egyaránt. Az Overground vonalait a metrótérképeken is feltüntetik és betagozódik az Oyster viteldíjfizető rendszerbe. A vonatok többsége hajnali 5 órától éjfélig közlekedik, az alábbi vonalakon:
- North London line 
(Richmond és Stratford állomások között)
- West London line 
(Clapham Junction és Willesden Junction állomások között)
- Gospel Oak - Barking line 
(Gospel Oak és Barking állomások között)
- Watford DC line 
(Watford Junction és Euston állomások között)

## Vasút
London életében kiemelten fontos a vasúti közlekedés, hiszen több millióan laknak a város külső agglomerációjában, akik naponta járnak be London központjába dolgozni. A Temzétől délre sokkal ritkább a metróhálózat, mint az északi oldalon, így ott a belső területeken is sokan napi szinten használják a vonatokat. A legnagyobb pályaudvarok a Blackfriars, Cannon Street, Charing Cross, Euston, Fenchurch Street, King's Cross, Liverpool Street, London Bridge, Marylebone, Paddington, St. Pancras, Victoria és a Waterloo. A Fenchurch Street kivételével valamennyi csatlakozik a metróhálózathoz is. A legforgalmasabb állomások a London Bridge évi 80 millió utassal, a Waterloo 68 millió, a King's Cross 49 millió és a Liverpool Street 39 millió utassal.

## Repülőtéri expresszek
Három repülőteret, a Heathrow-t, a Stanstedet és a Gatwicket köti össze London belvárosával nagysebességű közvetlen vonat. A Heathrow Express-t nem a vasút, hanem a reptér (BAA) üzemelteti. Végállomása a Paddington pályaudvaron van, a Heathrow-n két helyen áll meg, az 1-es, 2-es és 3-as terminálok közösen használnak egy megállót illetve a 4-es terminálnak van külön megállója. Ezen kívül a vonat sehol nem áll meg, a menetidő az 1-3 terminálra 15 perc, a 4-esre 22 perc Paddingtonból. A vonat negyedóránként jár, reggel 5 és éjfél között.
A Stansted Express szinte éjjel-nappal jár, 30 illetve 15 percenként. Végállomása a Liverpool Street, ezen kívül Tottenham Hale-ben áll meg, ahol földalatti és busz csatlakozások vannak Észak- és Északnyugat-Londonba és a West Endre. A teljes távon a menetidő 45 perc.
A Gatwick Express a londoni Victoria pályaudvarról indul, más megállója nincs, a menetidő 30 perc, negyedóránként jár éjjel-nappal. A vonal alacsony kihasználtsága miatt 2006 februárjában úgy határoztak, hogy további megállókat beiktatva, bevonják azt az egyébként nagyon zsúfolt London-Brighton fővonal forgalmába, a változás azonban egyelőre még nem lépett életbe (2007. júniusi állapot).
Luton repterének nincs közvetlen vasúti összeköttetése a belvárossal, de Luton Parkway állomásra buszjárattal (Luton Airport Express) el lehet jutni, onnan pedig a King’s Cross pályaudvarra, mintegy 35 perc alatt.

## Díjszabás

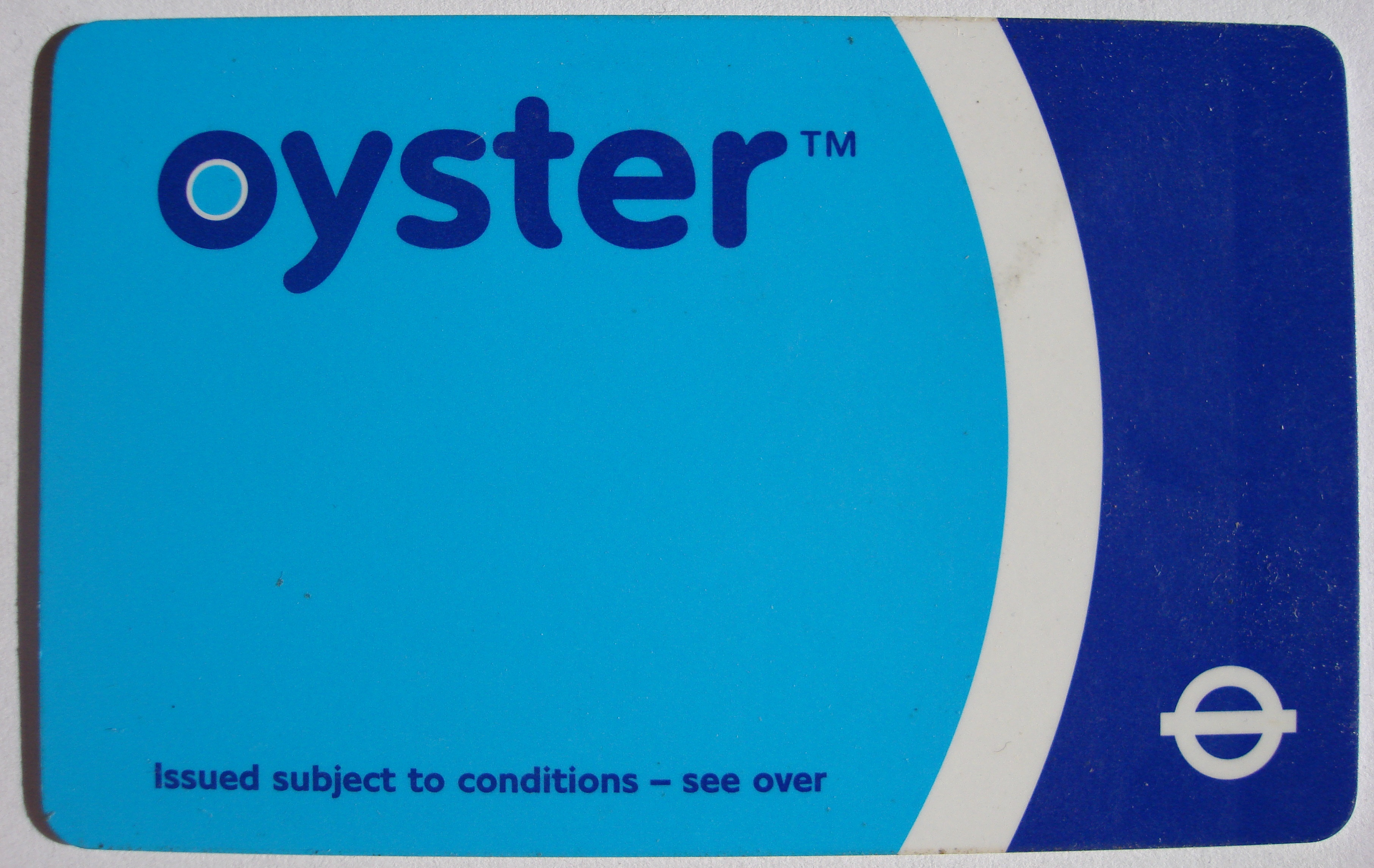
Oyster kártya

A tömegközlekedésben nem adnak kedvezményt sem magyar, sem nemzetközi diákigazolványra. 16 év alattiak ingyen utazhatnak a buszokon és 14 év alattiak jogosultak gyerekjegyet venni a metrón, de 14 év felett, vagy ha vitatható a gyerek kora, elvileg kérhetnek igazolványt az ellenőrzéskor vagy felszállásor. A papíralapú jegyek 2006-tól lényegesen drágábbak, mint az Oystert használók viteldíjai, egy hetes londoni tartózkodásnál már megfontolandó egy Oyster card kiváltása, ez £5 letét ellenében a metró jegypénztárainál lehetséges. Az Oyster a feltöltőkártya elvén működik, először fel kell tölteni egy összeggel, és az utazásokkor ebből vonja le a rendszer a viteldíjakat. Egy napon belüli többszöri utazás után, ha a viteldíjak összege elérte az érintett zónákra, közlekedési eszközökre és napszakokra vonatkozó napijegy árát, nem vonódik le további összeg (Daily price capping).